# Maximiliano Nkogo Esono
Maximiliano Nkogo Esono (ur. 12 października 1972 w Nfulunkok-Yenkeng) – pisarz i poeta z Gwinei Równikowej.

## Życiorys
Urodził się w Nfulunkok-Yenkeng w Evinayong w kontynentalnej części kraju. Studiował filologię hiszpańską na madryckim Uniwersytecie Complutense, jako stypendysta Hiszpańskiej Agencji Współpracy Międzynarodowej. Wykładał na Universidad Nacional de Guinea Ecuatorial (UNGE) oraz na oddziale zamiejscowym hiszpańskiego Universidad Nacional de Educación a Distancia w Malabo.
Jego aktywność literacka koncentruje się głównie na poezji i krótkich formach prozatorskich. Opublikował między innymi Adjá-Adjá y otros relatos (1994), Nambula (2006), Ecos de Malabo (2009) oraz Una defunción en Bata (2019). Ceniony za zgryźliwy humor i zdolność do uchwycenia absurdu, w swoich pracach dotyka tematyki społecznej, zwłaszcza korupcji, biedy i braku poszanowania dla norm prawnych.
Przez krytykę zaliczany, wraz z José Fernando Sialem Djanganym i Juanem Tomásem Ávilą Laurelem do tendencji ludowej w łonie współczesnej literatury Gwinei Równikowej, skupiającej się na codziennym życiu i pisarstwie dostępnym szerokiemu gronu odbiorców.
Od 2015 jest członkiem korespondentem Królewskiej Akademii Hiszpańskiej (RAE). Od 2015 zasiada również w krajowej akademii języka hiszpańskiego (Academia Ecuatoguineana de la Lengua Española, AEGLE). Znalazł się wśród współzałożycieli Asociación para la Promoción de la Literatura en Guinea, kieruje też pismem literackim La metáfora.